# 박정환 (바둑 기사)
박정환(朴廷桓, 1993년 1월 11일 ~ )은 한국의 바둑 기사이다.

## 약력
2006년 13세의 나이로 입단하였으며, 2010년 아시안 게임 바둑 종목에 출전, 금메달 2개를 획득하여 9단으로 특별 승단하였다. 2011년 후지쯔배에서 추쥔 8단을 꺾고 우승함으로써 주요 세계 기전 첫 우승을 이루었다.
- 2007년 엠게임 마스터스 챔피언십 우승
- 2009년 십단전 우승
- 2009, 2014년 박카스배 천원전 우승
- 2010년 바둑대상 신예기사상 수상
- 2010년 원익배 십단전 우승
- 2010년 한중통합천원전 우승
- 2010년 제16회 광저우 아시안 게임 바둑 혼성 페어 금메달, 남자 단체전 금메달
- 2011~2013년 KBS 바둑왕전 3연패
- 2011년 후지쯔배 우승 (추칀)
- 2011년 제16기 GS칼텍스배 우승
- 2012년 제13기 맥심커피배 우승
- 2013년 제14기 맥심커피배 2연승
- 2013년 제7회 응창기배 준우승(1:3판팅위)
- 2014년 바둑대상 대상 수상
- 2014년 제58기 국수전 우승
- 2015년 제19회 LG배 세계기왕전 우승(2:1김지석)
- 2016년 KBS 바둑왕전 우승
- 2016년 제59기 국수전 우승
- 2016년 제8회 응창기배 준우승 (2:3탕웨이싱)
- 2017년 월드바둑챔피언십 우승
- 2017년 제18기 맥심커피배 우승
- 2017년 제1회 크라운해태배 우승
- 2018년 제3회 몽백합배 우승 (3:0박영훈)
- 2018년 월드바둑챔피언십 2연패
- 2018년 국수산맥 국제바둑대회 세계부문 우승
- 2018년 CCTV 하세배 우승
- 2019년 CCTV 하세배 2연패
- 2019년 월드바둑챔피언십 3연패
- 2019년 제12회 춘란배 우승 (2:0박영훈)
- 2019년 제1기 바둑TV배 마스터스 우승
- 2019년 제2기 용성전 우승
- 2020년 CCTV 하세배 3연패
- 2020년 제24회 LG배 조선일보 기왕전 준우승 (0:2신진서)
- 2020년 제1기 쏘팔코사놀배 준우승 (0:3신진서)
- 2020년 제3기 용성전 준우승 (0:2신진서)
- 2021년 제2기 쏘팔코사놀배 준우승 (2:3신진서)
- 2021년 제4기 용성전 준우승 (1:2신진서)
- 2021년 제26회 삼성화재배 월드 바둑마스터스 우승 (2:1신진서)
- 2021년 제40기 KBS 바둑왕전 준우승(0-2신진서)
- 2022년 제1기 우슬봉조배 한국기원선수권전 우승(3-0이동훈)
- 2022년 제23기 맥심커피배 우승(2-0이동훈)
- 2022년 제1기 YK건기배 준우승(0-2강동윤)
- 2023년 제2기 한국기원선수권전 우승(3-2설현준)
- 2024년 제47기 명인전 우승(2-0이지현)

## 국제기전 성적
| 대회         | 2007 | 2008 | 2009 | 2010 | 2011  | 2012   | 2013   | 2014 | 2015   | 2016   | 2017 | 2018 | 2019   | 2020 | 2021 | 2022 | 2023 | 2024   | 2025 |
| ------------ | ---- | ---- | ---- | ---- | ----- | ------ | ------ | ---- | ------ | ------ | ---- | ---- | ------ | ---- | ---- | ---- | ---- | ------ | ---- |
| 잉씨배       | -    | ×    | -    | -    | -     | 준우승 | -      | -    | -      | 준우승 | -    | -    | -      | 16강 | -    | -    | -    | 16강   | -    |
| 후지쯔배     | ×    | ×    | ×    | 16강 | 우승  | 중지   | -      | -    | -      | -      | -    | -    | -      | -    | -    | -    | -    | -      | -    |
| 삼성화재배   | 16강 | 32강 | 32강 | 4강  | 32강  | 4강    | 8강    | 4강  | 8강    | 8강    | 8강  | 16강 | 8강    | 32강 | 우승 | 8강  | 4강  | 32강   |      |
| LG배         | ×    | ×    | ×    | 32강 | 32강  | 16강   | 32강   | 우승 | 16강   | 4강    | 16강 | 8강  | 준우승 | 4강  | 8강  | 16강 | 16강 | 8강    | 8강  |
| 춘란배       | -    | ×    | -    | ×    | -     | 8강    | -      | 8강  | -      | 16강   | -    | 우승 | -      | 16강 | -    | 16강 | -    | 준우승 | -    |
| BC카드배     | -    | -    | ×    | 4강  | 4강   | 64강   | 중지   | -    | -      | -      | -    | -    | -      | -    | -    | -    | -    | -      | -    |
| 바이링배     | -    | -    | -    | -    | -     | 8강    | -      | 4강  | -      | 8강    | -    | 16강 | -      | 중지 | -    | -    | -    | -      | -    |
| 몽백합배     | -    | -    | -    | -    | -     | -      | 64강   | -    | 16강   | -      | 우승 | -    | 16강   | -    | -    | -    | 64강 | -      |      |
| 신아오배     | -    | -    | -    | -    | -     | -      | -      | -    | -      | 64강   | -    | 중지 | -      | -    | -    | -    | -    | -      | -    |
| 천부배       | -    | -    | -    | -    | -     | -      | -      | -    | -      | -      | -    | 4강  | -      | 중지 | -    | -    | -    | -      | -    |
| 란커배       | -    | -    | -    | -    | -     | -      | -      | -    | -      | -      | -    | -    | -      | -    | -    | -    | 16강 | 8강    | ×    |
| 난양배       | -    | -    | -    | -    | -     | -      | -      | -    | -      | -      | -    | -    | -      | -    | -    | -    | -    | 32강   |      |
| 북해신역배   | -    | -    | -    | -    | -     | -      | -      | -    | -      | -      | -    | -    | -      | -    | -    | -    | -    | -      | 16강 |
| TV바둑아시아 | ×    | ×    | ×    | ×    | 1회전 | 4강    | 준우승 | 4강  | 준우승 | 4강    | ×    | 4강  | ×      | 중지 | -    | -    | -    | -      | -    |
| 농심배       | ×    | ×    | ×    | ×    | ×     | 2-0    | 2-1    | 1-1  | 0-1    | 2-1    | 0-0  | 2-1  | 4-1    | 0-0  | 1-1  | 2-1  | 0-1  | 1-1    |      |

## 주요 기사들과의 전적

#### 최철한
최철한은 박정환의 도장 선배로서 박정환을 아낀 것으로 알려져 있다. 박정환이 어릴 때 최철한이 박정환을 무릎 위에 올려놓고 인터넷 바둑을 두던 사진이 유명하다. 입단 초기에는 호각을 유지했으나 박정환이 빠르게 성장하여 최철한과의 상대전적을 벌려 현재는 11승 6패로 박정환이 앞선다. 최근 5연승 중이었다가 최근 대국에서 최철한이 연패를 끊었다.

앞쪽이 승자
- 2017.11.28 박정환 최철한 맥심커피배 준결승
- 2014.04.03 최철한 박정환 제18회 GS칼텍스배 준결승
- 2014.01.14 박정환 최철한 제18회 박카스배 천원전 결승 3번기 2국
- 2014.01.09 박정환 최철한 제18회 박카스배 천원전 결승 3번기 1국
- 2013.02.23 박정환 최철한 제14회 맥심배 준결승
- 2012.03.05 박정환 최철한 제13회 맥심배 결승2국
- 2012.02.26 박정환 최철한 제13회 맥심배 결승1국
- 2012.02.21 최철한 박정환 제7회 십단전 본선 8강전
- 2011.03.12 박정환 최철한 제6회 십단전 본선 8강전
- 2010.11.29 박정환 최철한 제29회 바둑왕전 승자조 준결승
- 2010.10.13 박정환 최철한 제15회 삼성화재배 본선 16강전
- 2010.08.26 최철한 박정환 제8회 한국바둑리그 본선 10-3
- 2010.07.25 최철한 박정환 제6회 한국물가정보배 본선 8강
- 2009.11.19 박정환 최철한 제14회 천원전 본선 4강
- 2009.08.19 박정환 최철한 제11회 농심배 예선 5차전
- 2008.04.19 최철한 박정환 제6회 한국바둑리그 본선 1-4

#### 이세돌
이세돌은 국내 10위권에서 박정환의 유일한 천적이다. 2007~2012년까지는 이세돌에게 1승 6패의 압도적인 열세를 보였으나 2013년 맥심배에서 2대0으로 승리하며 우승한 것을 포함해 3연승을 하며 상대전적을 좁혔다. 하지만 2013년 말 국수전 도전자결정전 0대2 패배, 2014년 KBS 바둑왕전 결승 1:2 패배, 맥심커피배결승 0:2 패배를 포함해 현재는 12승 18패로 열세이다.

앞쪽이 승자
- 2016.06.14 박정환 이세돌 제8회 응씨배 4강 3번기 3국
- 2016.06.12 이세돌 박정환  제8회 응씨배 4강 3번기 2국
- 2016.06.10 박정환 이세돌 제8회 응씨배 4강 3번기 1국
- 2014.04.22 이세돌 박정환 제15회 맥심배 입신최강전 결승2국
- 2014.04.15 이세돌 박정환 제15회 맥심배 입신최강전 결승1국
- 2014.01.22 이세돌 박정환 제32회 KBS 바둑왕전 결승3번기 3국
- 2014.01.22 박정환 이세돌 제32회 KBS 바둑왕전 결승3번기 2국
- 2014.01.21 이세돌 박정환 제32회 KBS 바둑왕전 결승3번기 1국
- 2013.11.30 박정환 이세돌 2013 KB국민은행 바둑리그 본선 플레이오프 2차전
- 2013.11.21 이세돌 박정환 제57회 국수전 도전자결정전 2국
- 2013.11.20 이세돌 박정환 제57회 국수전 도전자결정전 1국
- 2013.03.27 박정환 이세돌 제14회 맥심배 입신최강전 결승2국
- 2013.03.16 박정환 이세돌 제14회 맥심배 입신최강전 결승1국
- 2013.01.28 박정환 이세돌 제31회 바둑왕전 패자결승전
- 2012.08.27 이세돌 박정환 제56회 국수전 본선 8강전
- 2012.04.18 이세돌 박정환 제17회 GS칼텍스배 본선 준결승전
- 2011.04.19 이세돌 박정환 제3회 비씨카드배 월드바둑 챔피언십 본선 준결승
- 2010.05.07 박정환 이세돌 제6회 한국물가정보배 본선 16강 B조 승자 2R
- 2010.04.07 이세돌 박정환 제38회 명인전 예선 결승
- 2008.11.15 이세돌 박정환 제6회 한국바둑리그 본선 준플레이오프
- 2007.09.06 이세돌 박정환 제12회 삼성화재배 본선 16강

#### 김지석
박정환은 김지석의 천적이다. 2007년 마스터스 챔피언십 결승에서 2:1로 승리하였고 2008년 SK가스배 본선에서 패한 이후 박카스배 천원전 결승 3대 0 완봉승을 포함해 7연승을 거두었으며 2012년 한국물가정보배 준결승에서 패한 이후 다시 최근까지 5연승을 거두어 통산전적은 20승 6패로 압도적인 우세를 보이고 있다. 특히 국내기전 준결승과 같은 주요 길목에서 잇달아 승리하고 있어 그 의미가 크다.

앞쪽이 승자
- 2014.01.12 박정환 김지석 제15회 맥심커피배 입신최강전 본선 16강전
- 2013.11.12 박정환 김지석 제18회 박카스배 천원전 본선 준결승전
- 2013.11.04 박정환 김지석 제57회 국수전 본선 4강전
- 2013.08.25 박정환 김지석 2013 KB국민은행 바둑리그 본선 9-2
- 2013.05.20 박정환 김지석 제9회 한국물가정보배 본선 C조 1회전
- 2012.08.01 김지석 박정환 제8회 한국물가정보배 준결승
- 2011.06.28 박정환 김지석 제16회 GS칼텍스배 본선 8강전
- 2010.04.01 박정환 김지석 제6회 한국물가정보배 본선 16강 B조 1R
- 2009.12.23 박정환 김지석 제14회 천원전 결승전 3국
- 2009.12.19 박정환 김지석 제5회 십단전 본선 4강
- 2009.12.17 박정환 김지석 제14회 천원전 결승전 2국
- 2009.12.15 박정환 김지석 제14회 천원전 결승전 1국
- 2008.12.02 박정환 김지석 제12회 SK 가스배 본선 A조 동률재대국
- 2008.03.06 김지석 박정환 제12회 SK 가스배 본선 A조
- 2007.11.15 박정환 김지석 제6회 마스터즈 챔피언십 결승전3국
- 2007.11.15 김지석 박정환 제6회 마스터즈 챔피언십 결승전2국
- 2007.11.15 박정환 김지석 제6회 마스터즈 챔피언십 결승전1국

#### 백홍석
박정환은 백홍석의 천적이기도 하다. 2007년 한국물가정보배 예선과 2011년 명인전 16강에서 두번 패했으나 2009년 제4회 원익배 십단전 결승에서 2대 0, 제29회, 제30회 KBS 바둑왕전 결승에서 모두 2:0으로 승리하는 등 통산전적은 10승 2패의 압도적인 우세를 보이고 있다.

앞쪽이 승자
- 2012.03.19 박정환 백홍석 제30회 바둑왕전 결승2국
- 2012.03.08 박정환 백홍석 제30회 바둑왕전 결승1국
- 2012.01.16 박정환 백홍석 제30회 바둑왕전 본선 승자4회전
- 2011.09.07 백홍석 박정환 제39회 명인전 본선 16강전
- 2011.03.21 박정환 백홍석 제29회 바둑왕전 결승2국
- 2011.02.21 박정환 백홍석 제29회 바둑왕전 결승1국
- 2011.01.10 박정환 백홍석 제29회 바둑왕전 승자결승전
- 2009.11.03 박정환 백홍석 제14회 천원전 본선 8강
- 2009.01.18 박정환 백홍석 제4회 십단전 결승전 2국
- 2009.01.17 박정환 백홍석 제4회 십단전 결승전 1국
- 2008.11.07 박정환 백홍석 제6회 한국바둑리그 본선 14-3
- 2007.03.20 백홍석 박정환 제3회 한국물가정보배 예선 2차전

#### 박영훈
박정환은 박영훈의 천적이기도 하다. 2009~2011년 6월까지 박영훈에게 1승 3패로 열세였으나 그 후로 GS칼텍스배에서 3대 0으로 완봉승하는 등 6연승을 포함해 최근까지 7승 1패로 압도하며 통산전적은 19승 7패로 앞선다.

앞쪽이 승자
- 2019.06.26 박정환 박영훈 제12회 춘란배 세계바둑선수권 결승 2국
- 2019.06.25 박정환 박영훈 제12회 춘란배 세계바둑선수권 결승 1국
- 2018.01.02 박정환 박영훈 제3회 Mlily 몽백합배 세계바둑오픈 결승 3국
- 2017.12.31 박정환 박영훈 제3회 Mlily 몽백합배 세계바둑오픈 결승 2국
- 2017.12.30 박정환 박영훈 제3회 Mlily 몽백합배 세계바둑오픈 결승 1국
- 2014.01.06 박정환 박영훈 제32회 KBS 바둑왕전 본선 승자 결승
- 2013.08.01 박정환 박영훈 제15회 농심신라면배 세계바둑최강전 예선 결승
- 2012.11.20 박영훈 박정환 제17회 천원전 본선 준결승
- 2012.05.17 박정환 박영훈 2012 한국바둑리그 본선 5-1
- 2012.01.30 박정환 박영훈 제13회 맥심배 본선 8강전
- 2011.10.19 박정환 박영훈 제16회 GS칼텍스배 결승3국
- 2011.09.26 박정환 박영훈 제16회 GS칼텍스배 결승2국
- 2011.09.21 박정환 박영훈 2011 한국바둑리그 본선 10-3
- 2011.09.19 박정환 박영훈 제16회 GS칼텍스배 결승1국
- 2011.06.18 박영훈 박정환 2011 한국바둑리그 본선 3-4
- 2010.03.17 박영훈 박정환 제15회 GS칼텍스배 본선 16강
- 2009.10.30 박정환 박영훈 제7회 한국바둑리그 본선 14-3
- 2009.06.17 박영훈 박정환 제5회 한국물가정보배 본선 C조

#### 원성진
원성진과는 2007년부터 2011년까지 서로 승패를 주고받으며 4승 5패의 근소한 차이로 원성진이 앞서 있었으나 2012년부터 현재까지 박정환이 5연승을 기록하며 통산전적은 9승 5패로 앞선다.

앞쪽이 승자
- 2013.12.03 박정환 원성진 제32회 KBS 바둑왕전 본선 승자 준결승
- 2013.01.23 박정환 원성진 제14회 맥심배 본선 8강전
- 2012.12.10 박정환 원성진 제31회 바둑왕전 본선 승자준결승
- 2012.10.10 박정환 원성진 2012 삼성화재배 본선 8강전
- 2012.05.20 박정환 원성진 제8회 한국물가정보배 본선 D조 승자2회전
- 2011.08.19 원성진 박정환 제55회 국수전 본선 4강전
- 2011.07.15 원성진 박정환 제13회 농심배 예선 결승
- 2010.10.14 박정환 원성진 제15회 삼성화재배 본선 8강전
- 2009.08.29 원성진 박정환 제7회 한국바둑리그 본선 9-1
- 2009.05.29 박정환 원성진 제14회 천원전 예선 4차전
- 2009.03.23 원성진 박정환 제28회 바둑왕전 승자 1회전
- 2008.10.29 박정환 원성진 제4회 십단전 본선 2회전
- 2008.06.05 원성진 박정환 제52회 국수전 예선 4차전
- 2007.01.22 박정환 원성진 제12회 GS칼텍스배 예선 3차전

#### 윤준상
윤준상은 박정환의 천적이다. 공식대국에서는 윤준상이 4:1로 앞서 있으며 2010년 아시안게임 선발전까지 포함하면 박정환이 1:6으로 극히 열세이다. 박정환 스스로도 "윤준상이 가장 까다롭다"고 말한 바 있다. 가장 최근 대국은 박정환이 승리했다.

앞쪽이 승자
- 2014.03.13 박정환 윤준상 제15회 맥심커피배 입신최강전 본선 8강전
- 2012.10.12 윤준상 박정환 2012 olleh배 오픈챔피언십 본선 8강전(5라운드)
- 2011.05.19 윤준상 박정환 2011 한국바둑리그 본선 1-3
- 2010.10.29 윤준상 박정환 제15회 천원전 본선 8강전
- 2009.08.28 윤준상 박정환 제11회 농심배 예선 결승

#### 이창호
이창호와의 첫 대결이었던 2007 한국바둑리그에서는 축을 착각하며 일찍 패배했으나 그 후 원익배 십단전 결승, 잉씨배 준결승, KBS 바둑왕전 결승 등 주요 길목에서 잇달아 승리하며 통산전적은 박정환이 15승 7패로 앞선다.

앞쪽이 승자
- 2013.12.24 박정환 이창호 제1회 주강배 세계 바둑 단체 선수권대회 본선 준결승전
- 2013.02.04 박정환 이창호 제31회 바둑왕전 결승3국
- 2013.02.04 박정환 이창호 제31회 바둑왕전 결승2국
- 2013.02.01 이창호 박정환 제31회 바둑왕전 결승1국
- 2013.01.07 이창호 박정환 제31회 바둑왕전 본선 승자결승전
- 2012.09.25 박정환 이창호 제7회 응씨배 본선 준결승전 2국
- 2012.09.23 박정환 이창호 제7회 응씨배 본선 준결승전 1국
- 2012.09.11 박정환 이창호 제40회 명인전 본선 16강전
- 2011.11.11 이창호 박정환 2011 olleh배 오픈챔피언십 본선 6라운드
- 2011.10.21 이창호 박정환 2011 한국바둑리그 본선 12-3
- 2011.07.26 박정환 이창호 제55회 국수전 본선 8강전
- 2010.10.25 박정환 이창호 제29회 바둑왕전 본선 승자 3회전
- 2010.01.10 박정환 이창호 제5회 십단전 결승전 3국
- 2010.01.09 박정환 이창호 제5회 십단전 결승전 2국
- 2010.01.07 이창호 박정환 제5회 십단전 결승전 1국
- 2009.01.10 박정환 이창호 제4회 십단전 본선 4강
- 2007.06.21 이창호 박정환 제5회 한국바둑리그 본선 5-1

#### 구리
박정환은 이세돌의 라이벌인 구리에게도 성적이 좋지 못하다. 공식전적은 1승 4패로 밀리며 비공식대국을 포함하면 4승 5패로 밀린다.

앞쪽이 승자
- 2013.09.12 구리 박정환 2013 중국 갑조리그 본선 15회전
- 2013.09.04 박정환 구리 2013 삼성화재배 월드바둑 마스터스 본선 H조 승자2회전
- 2012.11.14 구리 박정환 2012 삼성화재배 월드바둑 마스터스 준결승 2국
- 2012.11.12 구리 박정환 2012 삼성화재배 월드바둑 마스터스 준결승 1국
- 2010.04.12 구리 박정환 제23회 후지쓰배 본선 16강

#### 저우루이양
박정환은 저우루이양에게 아주 강한 면모를 보인다. 바이링배 8강에서만 패했을 뿐 세계대회 주요 대국에서 잇달아 승리하고 있다. 통산전적은 12승 3패.

앞쪽이 승자
- 2014.03.21 박정환 저우루이양 제4회 초상부동산배 한중단체전 본선 1회전
- 2014.02.27 박정환 저우루이양 제15회 농심신라면배 세계바둑최강전 본선 13국
- 2013.11.16 박정환 저우루이양 2013 중국 갑조리그 본선 20회전
- 2013.10.08 박정환 저우루이양 2013 삼성화재배 월드바둑마스터스 본선 16강전
- 2012.08.23 저우루이양 박정환 제1회 바이링배 세계바둑오픈전 본선 8강전
- 2011.03.31 박정환 저우루이양 제3회 비씨카드배 월드바둑 챔피언십 본선 8강전
- 2010.11.23 박정환 저우루이양 2010 광저우 아시아 경기대회 남자 예선 2차전
- 2010.09.09 박정환 저우루이양 제15회 삼성화재배 본선 32강 E조 2회전(승자조)

#### 천야오예
천야오예에게는 처음 4연패를 당하여 '천적'이라는 말을 들었으나 이후에는 오히려 6승 4패로 앞서나가며 극복하는 모습을 보인다. 통산전적은 13승 18패.

앞쪽이 승자
- 2013.12.22 박정환 천야오예 제1회 주강배 세계 바둑 단체 선수권대회 본선 4회전
- 2013.11.23 천야오예 박정환 2013 중국 갑조리그 본선 21회전
- 2013.07.07 박정환 천야오예 2013 중국 갑조리그 본선 10회전
- 2013.06.10 천야오예 박정환 제18회 LG배 조선일보 세계기왕전 본선 32강
- 2013.03.21 박정환 천야오예 제3회 초상부동산배 한·중 바둑 단체 대항전 본선 2회전
- 2012.12.04 천야오예 박정환 제9회 춘란배 본선 8강전
- 2012.07.13 박정환 천야오예 2012 중국 갑조리그 본선 10회전
- 2011.08.25 천야오예 박정환 제16회 삼성화재배 본선 B조 2회전
- 2010.07.13 박정환 천야오예 제14회 박카스배 한중천원전 3국
- 2010.07.12 박정환 천야오예 제14회 박카스배 한중천원전 2국
- 2010.07.11 천야오예 박정환 제14회 박카스배 한중천원전 1국
- 2010.06.07 천야오예 박정환 제15회 LG배 본선 32강
- 2009.09.12 천야오예 박정환 제14회 삼성화재배 본선 32강 3R
- 2009.09.10 천야오예 박정환 제14회 삼성화재배 본선 32강 1R

#### 스웨
스웨는 한국기사에게 두루 강하며 박정환 역시 스웨에게 전적이 밀리고 있다. 통산전적은 6승 8패.

앞쪽이 승자
- 2014.03.23 박정환 스웨 제4회 초상부동산배 한중단체전 본선 2회전(주장전)
- 2014.02.28 스웨 박정환 제15회 농심신라면배 세계바둑최강전 본선 14국(최종국)
- 2013.10.20 스웨 박정환 2013 중국 갑조리그 본선 17회전
- 2013.10.10 스웨 박정환 2013 삼성화재배 월드바둑마스터스 8강전
- 2013.05.18 박정환 스웨 2013 중국 갑조리그 본선 6회전
- 2012.11.24 스웨 박정환 2012 중국 갑조리그 본선 20회전
- 2012.03.25 스웨 박정환 제2회 초상부동산배 본선 2회전